# Luis Fernando Vega
Luis Fernando Vega Villacorta (San Pedro Sula, 28 de febrero de 2002) es un futbolista hondureño. Juega de defensa central.

## Trayectoria
Llegó en 2018 al C. D. Marathón gracias a Adalid Puerto, quien lo vio jugando en el Platense Junior. Tras destacarse en el equipo sampedrano, debutó con el equipo juvenil del C. D. Marathón durante el torneo Clausura 2019 de reservas de la Liga Nacional de Honduras. Su debut profesional llegó el 19 de enero de 2020, bajo la conducción técnica de Héctor Vargas, en un partido como visitante que terminó empatado 0-0 ante el C. D. S. Vida, por el Clausura 2020, al ingresar en sustitución de Bruno Volpi a los 46 minutos. El 12 de febrero de 2020, durante la victoria 1-2 como visitante sobre el C. D. Real Sociedad, completó su primer partido disputando los 90 minutos. Jugó seis partidos en ese primer torneo.
El 4 de noviembre de 2020 debutó en un torneo internacional durante la victoria 4-3 sobre el Antigua Guatemala F. C. en los dieciseisavos de final de la Liga Concacaf 2020. En ese torneo también participó en la derrota 0-2 ante el D. Saprissa de Costa Rica y en el triunfo 1-0 sobre el Forge F. C. de Canadá.
Se convirtió en titular inamovible del C. D. Marathón a partir del Clausura 2021 y mantuvo un rendimiento destacado durante los siguientes cuatro torneos, acumulando 30 partidos en la campaña 2021-22 y 35 en la 2022-23, al punto de convertirse en capitán del equipo verdolaga bajo la conducción técnica de Martín García y Manuel Keosseián.
El 10 de mayo de 2023 fue fichado por el F. C. Motagua, con el que completó 27 partidos y anotó tres goles en su primer año. El 22 de diciembre de 2024 consiguió su primer título de la Liga Nacional de Honduras, después de que su equipo venciera 1-0 al C. Olimpia D. en la final del Apertura 2024.

## Selección nacional
El 11 de junio de 2023 recibió su primera convocatoria a la selección absoluta de Honduras para disputar un amistoso contra Venezuela en Washington D. C. el 16 de junio. El partido concluyó con una derrota 0-1 y jugó los 90 minutos.
El 19 de junio de 2023 fue incluido en la lista de 26 jugadores seleccionados para disputar la Copa Oro 2023, torneo en el que Honduras quedó eliminada en la fase de grupos al sumar cuatro puntos en el grupo B, tras perder 0-4 ante México, empatar 1-1 con Catar y vencer 2-1 a Haití.
El 10 de junio de 2024 marcó su primer gol con la selección en la victoria por 6-1 como visitante ante Bermudas, por la segunda ronda de la clasificación de Concacaf para la Copa Mundial de 2026.

### Participaciones internacionales
| Campeonato                        | Sede                    | Resultado        | Partidos | Goles |
| --------------------------------- | ----------------------- | ---------------- | -------- | ----- |
| Copa Oro 2023                     | Estados Unidos · Canadá | Fase de grupos   | 2        | 0     |
| Liga de Naciones 2023-24          | Concacaf                | Cuartos de final | 7        | 0     |
| Liga de Naciones 2024-25          | Concacaf                | Cuartos de final | 6        | 0     |
| Copa Oro 2025                     | Estados Unidos · Canadá | Por disputar     | 0        | 0     |
| Clasificación a Copa Mundial 2026 | Concacaf                | Por definir      | 4        | 1     |

### Goles internacionales
| N.º | Fecha               | Estadio                                              | Rival    | Gol | Resultado | Competición                       |
| --- | ------------------- | ---------------------------------------------------- | -------- | --- | --------- | --------------------------------- |
| 1.  | 10 de junio de 2024 | Estadio Nacional de las Bermudas, Hamilton, Bermudas | Bermudas | 1-4 | 1-6       | Clasificación a Copa Mundial 2026 |

## Estadísticas

### Clubes
Actualizado al último partido disputado el 18 de mayo de 2025.
| Club                    | Temporada           | Liga  | Liga  | Copa Nacional | Copa Nacional | Copa Internacional | Copa Internacional | Total | Total | Media goleadora |
| Club                    | Temporada           | Part. | Goles | Part.         | Goles         | Part.              | Goles              | Part. | Goles | Media goleadora |
| ----------------------- | ------------------- | ----- | ----- | ------------- | ------------- | ------------------ | ------------------ | ----- | ----- | --------------- |
| C. D. Marathón Honduras |                     |       |       |               |               |                    |                    |       |       |                 |
| 2019-20                 | 6                   | 0     | —     | —             | —             | —                  | 6                  | 0     | 0     |                 |
| 2020-21                 | 27                  | 2     | —     | —             | 3             | 0                  | 30                 | 2     | 0.07  |                 |
| 2021-22                 | 30                  | 0     | —     | —             | 5             | 0                  | 35                 | 0     | 0     |                 |
| 2022-23                 | 35                  | 3     | —     | —             | —             | —                  | 35                 | 3     | 0.09  |                 |
| Total                   | 98                  | 5     | 0     | 0             | 8             | 0                  | 106                | 5     | 0.05  |                 |
| F. C. Motagua Honduras  |                     |       |       |               |               |                    |                    |       |       |                 |
| 2023-24                 | 24                  | 3     | —     | —             | 4             | 0                  | 28                 | 3     | 0.11  |                 |
| 2024-25                 | 32                  | 4     | —     | —             | 8             | 2                  | 40                 | 6     | 0.15  |                 |
| Total                   | 55                  | 7     | 0     | 0             | 12            | 2                  | 67                 | 9     | 0.13  |                 |
| Total en su carrera     | Total en su carrera | 153   | 12    | 0             | 0             | 20                 | 2                  | 173   | 14    | 0.08            |
| 1.                      |                     |       |       |               |               |                    |                    |       |       |                 |

## Palmarés

### Títulos nacionales
| Título          | Club          | País     | Año  |
| --------------- | ------------- | -------- | ---- |
| Torneo Apertura | F. C. Motagua | Honduras | 2024 |